# Communauté de communes Dombes Saône Vallée
Die Communauté de communes Dombes Saône Vallée ist ein französischer Gemeindeverband mit Rechtsform einer Communauté de communes im Département Ain, dessen Verwaltungssitz sich in dem Ort Trévoux befindet. Der Name beschreibt einen Landstrich, der sich zwischen dem linken Ufer der Saône und dem Hochplateau der Dombes erstreckt. Der Gemeindeverband besteht aus 19 Gemeinden und zählt 40.893 Einwohner (Stand 2022) auf einer Fläche von 179,48 km². Präsident des Gemeindeverbandes ist Bernard Grison.

## Geschichte
Die Communauté de communes Dombes Saône Vallée entstand am 1. Januar 2014 aus der Fusion von zwei benachbarten ehemaligen Gemeindeverbänden, die jeweils schon eine Zeit lang bestanden:
- Communauté de communes Saône Vallée: Verband von 11 Gemeinden rund um Trévoux am Ostufer der Saône, gegründet am 30. Dezember 1993.
- Communauté de communes Porte Ouest de la Dombes: Verband von 8 Gemeinden entlang der Achse Jassans-Riottier – Ars-sur-Formans – Ambérieux-en-Dombes, gegründet am 26. Dezember 1994.

Außerdem trat die Gemeinde Villeneuve bei. Das Städtchen Jassans-Riottier, das am linken Saône-Ufer direkt gegenüber von Villefranche-sur-Saône liegt, nahm dagegen an der Fusion nicht teil, sondern wurde Mitglied in der Communauté d’agglomération Villefranche Beaujolais Saône.

## Aufgaben
Zu den vorgeschriebenen Kompetenzen gehören die Entwicklung und Förderung wirtschaftlicher Aktivitäten und des Tourismus sowie die Raumplanung auf Basis eines Schéma de Cohérence Territoriale. Der Gemeindeverband betreibt die Straßenmeisterei, die Abwasserentsorgung und die Müllabfuhr und -entsorgung. Zusätzlich baut und unterhält der Verband Sporteinrichtungen und bestimmt die Wohnungsbaupolitik.

## Mitgliedsgemeinden
Folgende 19 Gemeinden gehören der Communauté de communes Dombes Saône Vallée an:
| Gemeinde                                   | Einwohner 1. Januar 2022 | Fläche km² | Dichte Einw./km² | Code INSEE | Postleitzahl |
| ------------------------------------------ | ------------------------ | ---------- | ---------------- | ---------- | ------------ |
| Ambérieux-en-Dombes                        | 1.917                    | 15,92      | 120              | 01005      | 01330        |
| Ars-sur-Formans                            | 1.513                    | 5,50       | 275              | 01021      | 01480        |
| Beauregard                                 | 826                      | 0,94       | 879              | 01030      | 01480        |
| Civrieux                                   | 1.986                    | 19,76      | 101              | 01105      | 01390        |
| Fareins                                    | 2.524                    | 8,22       | 307              | 01157      | 01480        |
| Frans                                      | 2.547                    | 7,98       | 319              | 01166      | 01480        |
| Massieux                                   | 2.733                    | 3,10       | 882              | 01238      | 01600        |
| Misérieux                                  | 2.010                    | 7,41       | 271              | 01250      | 01600        |
| Parcieux                                   | 1.317                    | 3,14       | 419              | 01285      | 01600        |
| Rancé                                      | 760                      | 9,53       | 80               | 01318      | 01390        |
| Reyrieux                                   | 5.228                    | 15,70      | 333              | 01322      | 01600        |
| Saint-Bernard                              | 1.544                    | 3,15       | 490              | 01339      | 01600        |
| Saint-Didier-de-Formans                    | 2.176                    | 6,53       | 333              | 01347      | 01600        |
| Sainte-Euphémie                            | 1.741                    | 4,61       | 378              | 01353      | 01600        |
| Saint-Jean-de-Thurigneux                   | 850                      | 16,00      | 53               | 01362      | 01390        |
| Savigneux                                  | 1.459                    | 14,75      | 99               | 01398      | 01480        |
| Toussieux                                  | 1.228                    | 4,74       | 259              | 01423      | 01600        |
| Trévoux                                    | 6.931                    | 5,71       | 1.214            | 01427      | 01600        |
| Villeneuve                                 | 1.603                    | 26,79      | 60               | 01446      | 01480        |
| Communauté de communes Dombes Saône Vallée | 40.893                   | 179,48     | 228              | –          | –            |

## Region der Kunst und Geschichte
Die elf Mitgliedsgemeinden der CC Saône Vallée erwarben im Winter 2008 als erste Landschaft im Département Ain die Auszeichnung Region der Kunst und Geschichte (frz.: pays d’art et d’histoire). Zu der Zeit besaß der Gemeindeverband bereits die von einer solchen Auszeichnung betroffenen Kompetenzen, wie die Pflege der Bau- und Industriedenkmäler, Förderung kultureller Aktivitäten und Betrieb der gemeindeübergreifenden Musikschule in Trévoux. Die geschichtlichen Aspekte des Landstriches zwischen Saint-Bernard und̀ Parcieux beginnen mit der gallorömischen Besiedelung und den hochmittelalterlichen Befestigungen der Herren von Villars an der Grenze zwischen dem Heiligen Römischen Reich und dem Königreich Frankreich. Eine besondere Bedeutung hat dabei Trévoux als ehemalige Hauptstadt des Fürstentums Dombes. Zahlreiche Burgen und Kirchen aus dem Mittelalter sowie Bauernhäuser aus der Zeit des Ancien Régime und Profanbauten aus dem 19. Jahrhundert sind als monument historique eingeschrieben.